# Lugares Escuros
Dark Places (bra/prt: Lugares Escuros) é um filme franco-britano-estadunidense de 2015, dos gêneros drama e suspense, escrito e dirigido por Gilles Paquet-Brenner, com roteiro baseado no romance Dark Places, de Gillian Flynn.

## Sinopse
Situado em uma cidade agrícola no Kansas, Dark Places segue Libby Day, a única testemunha sobrevivente de um massacre horrível que levou sua mãe e irmãs. Acreditando que o abate foi trabalho de um culto satânico, Libby testemunha em tribunal contra seu próprio irmão. 25 anos após o assassinato, ela continua a ser assombrado pela violência horrível de seu passado quando ela conhece um grupo de investigadores amadores que se chamam "The Kill Club". Olhando para satisfazer sua curiosidade mórbida, o grupo começa sua própria investigação sobre o caso, acreditando que o irmão de Libby é inocente. A fim de ajudá-los, Libby deve desenterrar memórias dolorosas do evento e saber que seu passado pode não ser o que parece.

## Elenco
- Charlize Theron ... Libby Day
- Christina Hendricks ... Patty Day
- Nicholas Hoult ... Lyle Wirth
- Chloë Grace Moretz ... Diondra Wertzner (jovem)
- Tye Sheridan .... Ben Day (jovem)
- Corey Stoll ... Ben Day
- Andrea Roth ... Diondra Wertzner (madura)
- Sean Bridgers ... Runner Day
- Drea de Matteo ... Krissi Cates